# Simón Sánchez Montero
Simón Sánchez Montero (* 31. Juli 1915, in Nuño Gómez, Toledo; † 30. März 2006, in Madrid) war ein spanischer Politiker und führendes Mitglied der Kommunistischen Partei Spaniens (PCE).

## Lebenslauf

### Jugend, Republik und Bürgerkrieg
Aus einer Bauernfamilie stammend, zog er 1927 zwölfjährig nach Madrid, wo er als Schneider und Bäcker zu arbeiten begann. Während der Zweiten Republik trat er 1933 der Bäckergewerkschaft der UGT und 1936 der PCE bei. Er kämpfte während des spanischen Bürgerkriegs auf republikanischer Seite in einem Gewerkschaftsbataillon von Bäckern. Zum Schluss des Bürgerkriegs unterrichtete er in einer Madrider Parteischule in der O'Donnell-Straße politische Ökonomie.

### Antifranquismus
Am Ende des Krieges tauchte er in Sevilla in einer Werkstatt unter und kehrte 1944 nach Madrid zurück. Ein Jahr später, im September 1945, wurde er verhaftet und wegen des Deliktes des Kommunismus zu zwölf Jahren Gefängnis verurteilt, die er in den Gefängnissen von Alcalá de Henares, Carabanchel und Burgos verbüßte. Er blieb bis 1952 im Gefängnis.
Danach hätte er die Möglichkeit gehabt, sich im Exil zu erholen oder die Führung der klandestinen innerspanischen Parteiorganisation zu übernehmen. Er kehrte als Vicente Sainz oder auch als Ángel Medina nach Spanien zurück und war einer der wirkungsvollsten Kader der Partei. 1954 wurde er zusammen mit Jorge Semprún zum Mitglied des Zentralkomitees der PCE und 1956 des Exekutivkomitees gewählt. Die Aufnahme beider wurde in Zeiten vorsichtiger Entstalinisierung als Zeichen für einen Erneuerungskurs gelesen.
Trotz innerer Bedenken über den Carrillo-Kurs Ende der fünfziger Jahre, zeigt er sich diszipliniert. Für den von der Exil-Parteizentrale für den 18. Juni 1959 geplanten nationalen Streik organisierte er die Verteilung von einer Million Flugblätter. Am 17. Juni 1959 wurde er erneut festgenommen und war bis 1966 inhaftiert.
Die Umstände dieser Verhaftung wurden von Jorge Semprún in seinem Buch Federico Sánchez. Eine Autobiographie (Autobiografía de Federico Sánchez) dargestellt.
Während des Grundsatzstreits über die angemessene politische Strategie Anfang der sechziger Jahre teilte er inhaltlich die kritische Analyse von Fernando Claudín und Jorge Semprún, sah allerdings die Einheit der PCE als wichtiger an und stimmte für den Ausschluss der beiden Dissidenten. Zu diesem Zeitpunkt war er noch im Gefängnis und nur durch eine Zusammenfassung des Streits durch Santiago Carrillo informiert.
Nochmals verbrachte er vor der Legalisierung der PCE zwischen 1973 und 1976 einige Zeit im Gefängnis: vom 21. Dezember 1973 bis zum 28. November 1974, vom 14. November bis zum 2. Dezember 1975, vom 21. Februar bis zum 4. August 1976 und vom 22. bis zum 30. Dezember 1976.
Mitte 1974 hatte die PCE zusammen mit anderen politischen Gruppen der Opposition ein Koordinationsgremium geschaffen, um den Übergang zur Demokratie zu gestalten: die „Demokratische Junta“ (Junta Democrática). Neben der PCE waren dabei: liberale Monarchisten, die Arbeiterkommissionen, die Sozialistische Volkspartei, die Sozialistische Partei von Andalusien, die Partei der Arbeit u. a. Vertreter der PCE in der Ständigen Kommission war Simón Sánchez Montero.
Im Zeitraum von 1945 bis zum Ende des Franquismus (1976) war er mehr als jedes zweite Jahr in Haft und die andere Hälfte hatte er sein unauffälliges Leben im Untergrund zu organisieren.
Er unterstützte jeweils den politischen und programmatischen Kurs der Parteiführung, von seinen Anfängen in der Parteiführung 1954 während des Beginns der Entstalinisierung bis zum Eurokommunismus, der für Simón Sánchez Montero bedeutete, die ideologischen Scheuklappen des Marxismus-Leninismus abzuwerfen und Marxsche Ideen zur kritischen Analyse zu nutzen.

### Transition und Parlamentarier
Bei den ersten freien spanischen Parlamentswahlen von 1977 wurde er zum Abgeordneten für Madrid gewählt und 1979 wiedergewählt. Er unterstützte durch seine politische Arbeit die Konsolidierung der Demokratie und setzte sich mit der kommunistischen Fraktion für die neue demokratische Verfassung ein.
U. a. arbeitete er in folgenden Ausschüssen mit:
- Ausschuss für Verteidigung (11/11/1977–02/01/1979)
- Präsidialausschuss (15/11/1977–14/12/1978)
- Untersuchungsausschuss zur Situation in den Gefängnissen (21/12/1977–02/01/1979)

### Entfremdung und Kampf für die Zusammenarbeit von Vereinigter Linken und PSOE
Er blieb in der Führung der PCE bis zum XIII. Kongress im Jahr 1991, als er zusammen mit anderen Mitgliedern der sogenannten Erneuerer nach 37 Jahren die Führung verließ. Er warf der Parteiführung vor, bei der Aufnahme der Partido Comunista de los Pueblos de España, geführt von Ignacio Gallego, die eurokommunistischen Prinzipien der PCE und der Vereinigten Linken verraten, dem überwunden geglaubten Marxismus-Leninismus Tür und Tor geöffnet und damit der Einheit der Linken schweren Schaden zugefügt zu haben.
Er kritisierte nämlich 1997 in einem Interview, dass die Führung der PCE durch ihren Anti-PSOE-Kurs die rechte Regierung der Partido Popular ermöglicht hätte.
Er blieb bis zu seinem Lebensende ein aufgeschlossener und kritischer Zeitgenosse: „Immer offen für Neues, den Puls der Menschen und den Dialog.“ („Siempre atento a los cambios, al pulso de la gente, al diálogo.“)

## Urteile und Nachrufe
- „Mit Simón endet nicht nur eine Etappe des spanischen Kommunismus, vor allem ist ein guter Mensch gegangen, der sich sein Leben lang für andere eingesetzt hat, der treu zu seinen Idealen und zur Arbeiterklasse hielt, die heute niemand mehr so nennt, und die er wertschätzte und verteidigte. Er lebte, wie ein anderer Kommunist, Miguel Hernández, sang: für die Freiheit. Er atmete/ lebte für die Freiheit aller.“ („ Se nos va con Simón no sólo una etapa del comunismo español. Se va sobre todo un hombre bueno, un hombre que hizo de su vida entrega, un hombre leal a las ideas y a lo que ya nadie llama la clase obrera y que él dignificó y defendió. Vivió como cantó otro comunista, Miguel Hernández, para la libertad. Respiró para la libertad de todos.“) (Rosa Aguilar[23], 2006)

- „Sánchez wurde sogar von seinen Feinden für seinen Mut respektiert. Er war ruhig, nachdenklich und vermied heftige Angriffe, die oft die Debatte in der PCE ersetzten. Er widmete sein Leben der Aufgabe, eine revolutionäre Partei der Arbeiterklasse unter einer faschistischen Diktatur aufzubauen. Seine Tragödie war, dass die PCE nicht revolutionär, sondern eine stalinistische Partei war.“ („Sánchez was respected even by his enemies for his courage. He was calm and reflective, and avoided the virulent attacks that often replaced debate in the PCE. He committed his life to the task of building a revolutionary party among the working class under a fascist dictatorship. His tragedy was that the PCE was not revolutionary, but a Stalinist party.“) (Michael Eaude[24], 2006)

## Auszeichnungen

- Großkreuz des Zivilverdienstordens (Gran Cruz de la Orden del Mérito Civil (2007, posthum))[25]

## Schriften
- Simón Sánchez Montero: ¿Qué es el comunismo?, La Gaia Ciencia, Barcelona 1976, ISBN 978-84-7080-962-0
- ders.: Por el Eurocomunismo, la renovación y la unidad del Partido, Editorial PCE, Madrid 1981
- ders.: El futuro se llama libertad (perestroika y socialismo), Editorial El Pais, Madrid 1988, ISBN 84-86459-25-7
- ders.: ¿Es posible el socialismo?, AKAL, Madrid 1995, ISBN 84-460-0547-6
- ders.: Camino de Libertad, Temas de hoy, Madrid 1997, ISBN 84-7880-874-4